# Nantan
Nantan (Japans: 南丹市, Nantan-shi) is een stad in de prefectuur Kyoto, Japan. Begin 2014 telde de stad 34.435 inwoners.

## Geschiedenis
Op 1 januari 2006 werd Nantan benoemd tot stad (shi). De stad ontstond die dag door het samenvoegen van de gemeenten Sonobe, Yagi, Hiyoshi en Miyama.
Steden:
Ayabe · Fukuchiyama · Joyo · Kameoka · Kizugawa · Kyotanabe · Kyotango · Kyoto (hoofdstad) · Maizuru  · Miyazu · Muko · Nagaokakyo · Nantan · Uji · Yawata

Districten:
Funai · Kuse · Otokuni · Souraku · Tsuzuki · Yosa
Gemeenten per district